# Penteur
Penteur i Goëlo o Bro Sant Brieg (també conegut com a Penthièvre et Goëlo) és un dels nou broioù (països) en què es divideix la Bretanya històrica. Està format per 131 municipis sobre 2 558 km² i amb una població, segons el cens del 1999, de 271.513 habitants.
Actualment forma part del departament de les Costes del Nord, llevat una petita part que forma part d'Ar Mor-Bihan. I tot i que és part essencial de l'Alta Bretanya, hi ha una petita part del país bretonòfona (des de Pempoull fins a Plouha). La capital és Sant Brieg.